# Geranomyia unifilosa
Geranomyia unifilosa is een tweevleugelige uit de familie steltmuggen (Limoniidae). De soort komt voor in het Oriëntaals gebied.